# Anterograde amnesie
Anterograde amnesie (AA) of anterograad geheugenverlies is een vorm van geheugenverlies waarbij iemand een onvermogen heeft nieuwe herinneringen te vormen vanaf het moment dat het geheugenverlies begint. Hierdoor kan het voorkomen dat iemand geen recente herinneringen meer heeft, terwijl hij of zij zich nog wel dingen herinnert van langer geleden. Anterograde amnesie staat in contrast met retrograde amnesie, waarbij juist oude herinneringen vooral zijn aangedaan. Wanneer iemand zowel anterograde als retrograde amnesie heeft, spreekt men van globale amnesie.
Hoe anterograde amnesie werkt, is tot op heden een mysterie, aangezien men nog niet volledig begrijpt hoe herinneringen worden opgeslagen in de hersenen. Het is wel bekend dat bepaalde delen van de temporale kwab, met name de hippocampus en naburige subcorticale hersengebieden, een belangrijke rol spelen in het aanmaken en opslaan van herinneringen.

## Symptomen
Mensen met anterograde amnesie kunnen last krijgen van verschillende maten van vergeetachtigheid.
Amnesie die ontstaat door medicijn- of drugsgebruik is meestal van korte duur en het geheugen komt na uitwerking van het middel terug. In alle andere gevallen is er bij de patiënt meestal sprake van blijvende schade aan de hersenen. Herstel is in sommige gevallen wel mogelijk, afhankelijk van de ernst en locatie van de schade. Meestal blijft het vermogen om te leren enigszins intact, al is het vaak beperkt. In gevallen van pure anterograde amnesie, behouden patiënten de herinneringen aan gebeurtenissen vóór de schade, maar kunnen ze zich niet of nauwelijks iets herinneren van nieuw geleerde informatie na de schade.
In de meeste gevallen van anterograde amnesie, verliezen patiënten het declaratief geheugen, terwijl het procedureel geheugen intact blijft. Hierdoor kan het bijvoorbeeld zo zijn dat iemand nog kan fietsen (of dit opnieuw kan leren), terwijl diegene zich niet meer kan herinneren wat hij of zij heeft gegeten met de lunch. Eén patiënt met anterograde amnesie die zeer uitgebreid is bestudeerd, heet HM. Hij kon geen nieuwe expliciete informatie leren, maar was wel in staat nieuwe informatie op te slaan in zijn procedureel geheugen, zij het in een verminderde capaciteit. In één studie werd hem elke dag opnieuw gevraagd een doolhof te voltooien die hij de dag daarvoor ook had gezien. Hoewel hij zich niet bewust kon herinneren dat hij de doolhof eerder had gezien, werd hij door het oefenen met dezelfde doolhof wel steeds sneller in het oplossen ervan. Dit ondersteunt de veronderstelling dat declaratief en procedureel geheugen twee gescheiden soorten geheugen zijn, die onafhankelijk van elkaar opereren. Men gaat er tevens vanuit dat de twee soorten geheugen op verschillende plekken in het brein zijn gelokaliseerd.

## Oorzaken
Deze stoornis kan door verschillende oorzaken ontstaan. Het gebruik van benzodiazepinen, waaronder midazolam, lorazepam, temazepam, triazolam, clonazepam, alprazolam, diazepam en nimetazepam. Al deze medicijnen hebben een sterke invloed op het geheugen. Andere, niet-benzodiazepine, medicijnen die geheugenverlies als bijwerking hebben, zijn onder andere zolpidem en andere slaapmiddelen. Een andere oorzaak van anterograde amnesie is traumatisch hersenletsel, waarbij de hippocampus en de omliggende gebieden beschadigd zijn geraakt. Verder kan de stoornis ontstaan door shock of een emotionele stoornis.
In extreme gevallen kan ziekte anterograde amnesie veroorzaken, als de ziekte leidt tot encefalitis, waarbij het hersenweefsel ontstoken raakt. Hersenontsteking kan ontstaan dankzij het herpes-simplexvirus. Dit type ontsteking kan leiden tot neurologische achteruitgang als er geen behandeling voor wordt gezocht. Hoe het virus precies in de hersenen terechtkomt, is onbekend, maar het vestigt zich als eerst in de limbische cortex, waarna het zich verspreidt naar de aangrenzende frontale en temporale kwabben. Patiënten die lijden aan anterograde amnesie kunnen stoornissen hebben in het episodisch, semantisch of beide typen expliciet geheugen na het trauma dat de amnesie heeft veroorzaakt. Dit betekent mogelijk dat verschillende soorten herinneringen op verschillende plekken in het brein worden geconsolideerd. Er is echter nog onvoldoende kennis om de werking van het menselijk geheugen in het brein goed in kaart te brengen.

### Alcoholvergiftiging
Anterograde amnesie kan tevens worden veroorzaakt door alcoholvergiftiging. Men spreekt dan vaak van een black out. Uit onderzoek blijkt dat het vermogen van het brein om kortetermijnherinneringen om te zetten in langetermijnherinneringen ernstig beperkt of soms zelfs volledig geblokkeerd wordt wanneer de alcoholconcentratie in het bloed in korte tijd snel stijgt. Alcohol-gerelateerde anterograde amnesie is direct afhankelijk van de snelheid waarmee alcohol wordt geconsumeerd. De snelheid speelt een belangrijke rol: studies laten zien dat het geheugenverlies niet optreedt als er langzaam wordt gedronken, zelfs al is de hoeveelheid alcohol gelijk. De precieze duur van de door alcoholvergiftiging veroorzaakte anterograde amnesie is lastig vast te stellen, aangezien de meeste mensen in slaap vallen voordat de amnesie afloopt. Wanneer iemand weer nuchter is, is het vermogen om langetermijnherinneringen aan te maken weer volledig hersteld.
Chronisch alcoholmisbruik kan leiden tot een thiaminetekort (tekort aan vitamine B1) in het brein. Dit kan het syndroom van Wernicke-Korsakov ten gevolge hebben. Bij dit syndroom is vooral het declaratief geheugen aangedaan, terwijl het procedureel geheugen relatief gespaard blijft.